# Cerezo de Arriba
Cerezo de Arriba est une commune de la province de Ségovie dans la communauté autonome de Castille-et-León en Espagne.

## Géographie
Situé sur les hauteurs de la sierra de Ayllón, à une altitude moyenne de 1 129 mètres, le village abrite la station de ski de La Pinilla (es).
La commune a enregistré les plus fortes rafales de vent du pays (198 kilomètres à l'heure) lors du passage de la tempête Klaus de janvier 2009.

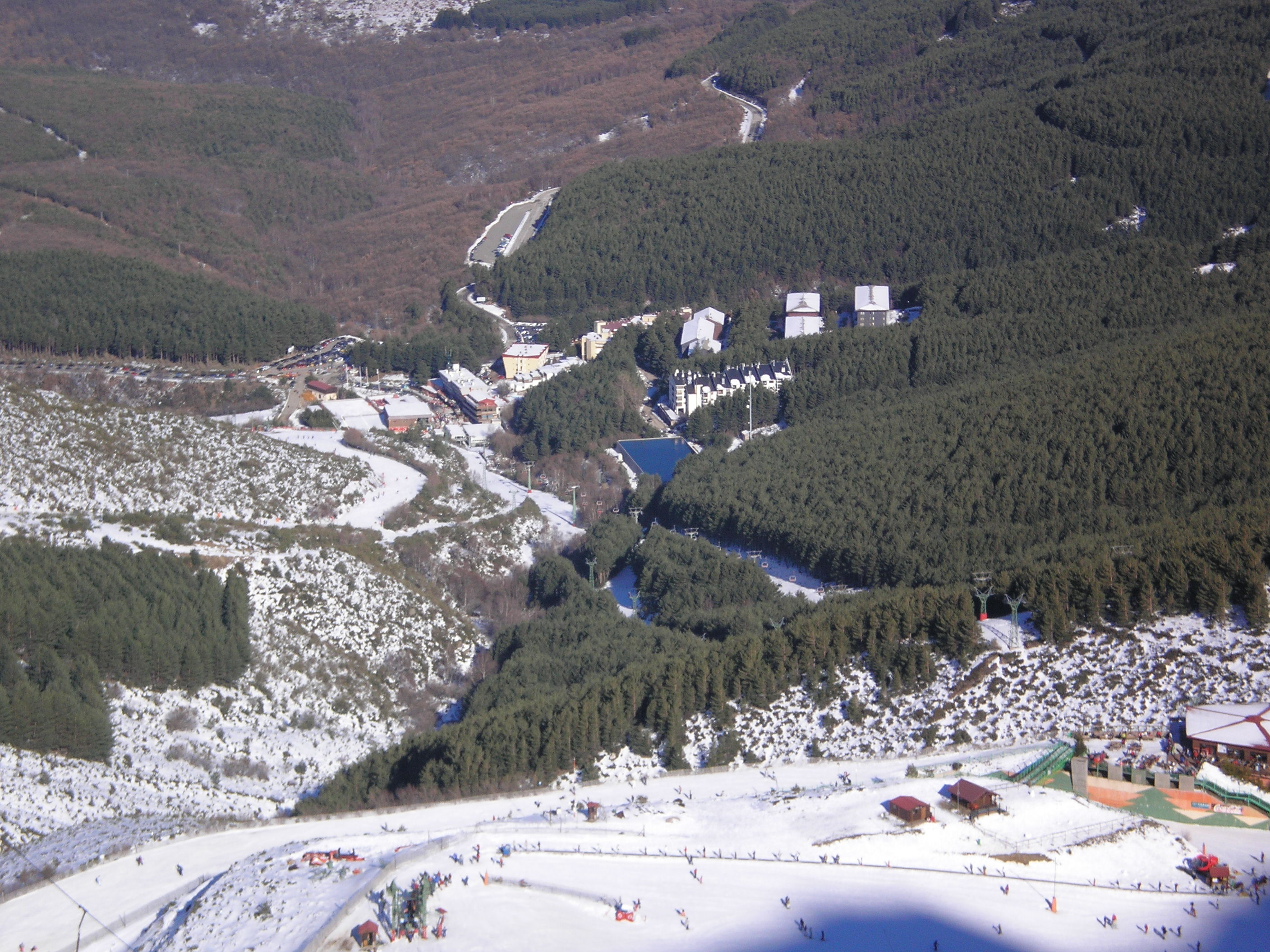
Station de ski de La Pinilla.

## Sites et patrimoine
Le cœur historique conserve quelques monuments d'origine médiévale, dont l'église paroissiale Saint-Jean-Baptiste. Cet édifice roman a été remanié à plusieurs reprises au cours de son histoire, d'où la présence d'un campanile baroque et d'une façade Renaissance.

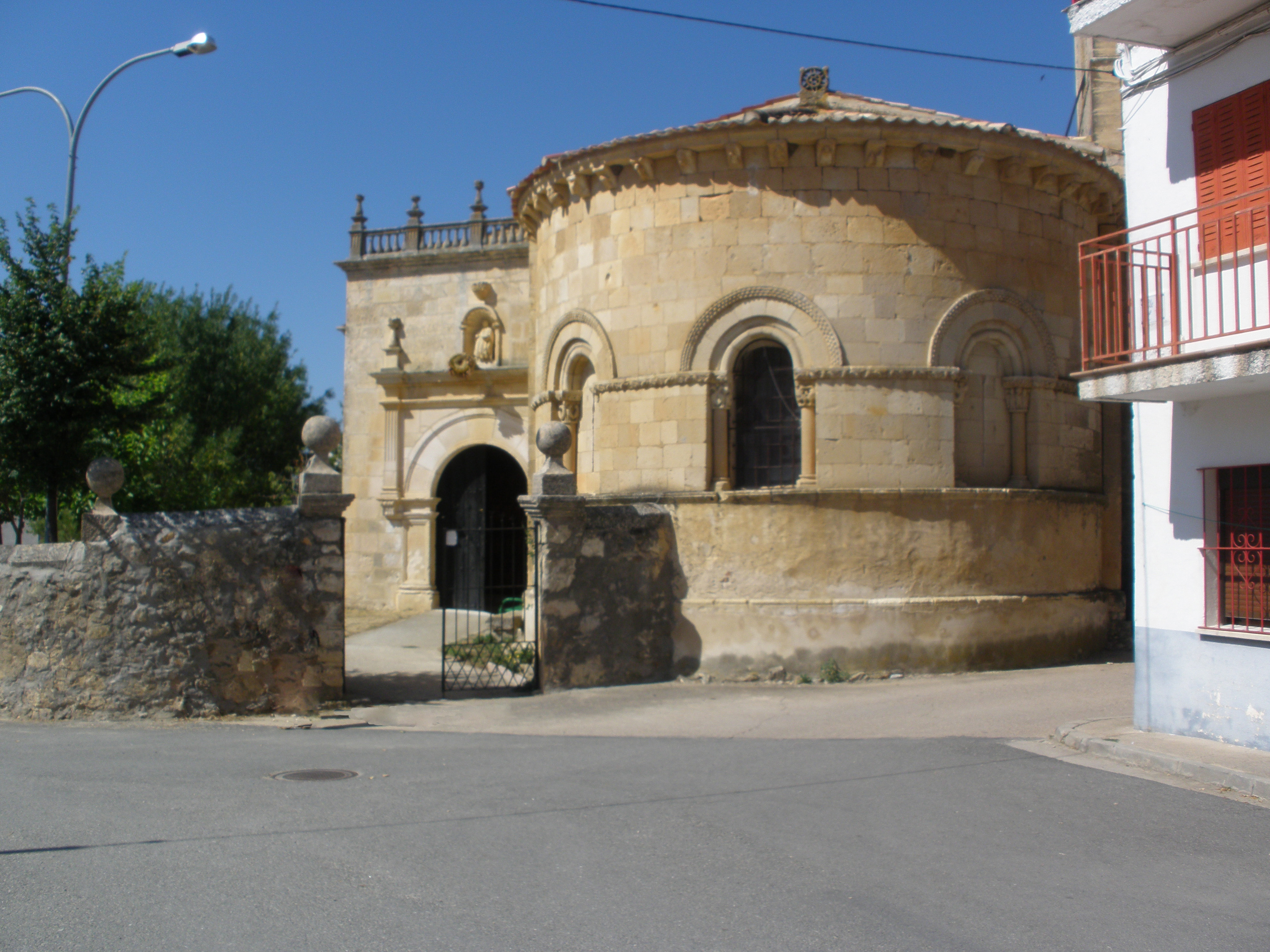
Église San Juan.
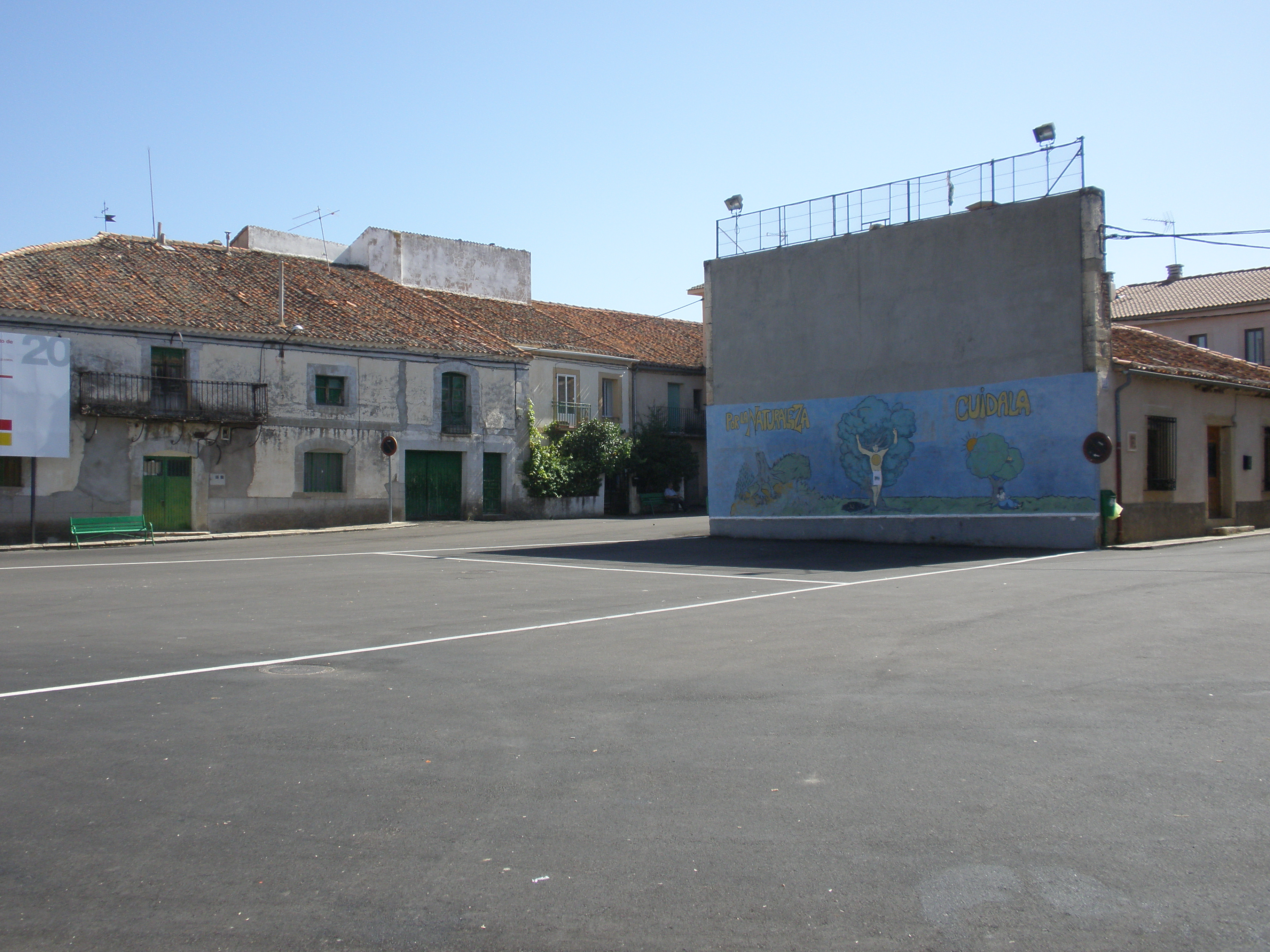
Place de la Constitution.